# Польские океанские линии
Польские океанские линии (Polskie Linie Oceaniczne, PLO) — польская судоходная компания. Штаб-квартира расположена в городе Гдыня.

## История
Основана в 1951 году путём слияния трех национализированных компаний: Gdynia-Ameryka Linie Żeglugowe S.A., Żegluga Polska и Polsko-Brytyjskie Towarzystwo.
К концу 1970-х годов флот достиг 176 судов.
В 1999 году акционирована. После окончания социалистического строя, компания испытывала трудности и значительно сократила деятельность.